# Rivière Capitachouane
Pour les articles homonymes, voir Capitachouane.
La rivière Capitachouane coule dans Senneterre et le territoire non organisé de Réservoir-Dozois, dans la municipalité régionale de comté de La Vallée-de-l'Or, dans la région administrative de l'Abitibi-Témiscamingue, au Québec, au Canada.
La rivière Capitachouane traverse la partie ouest du territoire de la Zec Capitachouane et la partie est de la Réserve faunique La Vérendrye. Son cours traverse les cantons de Diaz, Esperey, Lens, Vimy, Cambrai, Poligny et Sagean. La rivière Capitachouane constitue un affluent de la rive nord de la rivière des Outaouais.
La surface de la rivière Capitachouane est généralement gelée de la mi-décembre jusqu'au début avril. La foresterie constitue la principale activité économique et les activités récréotouristiques arrivent en second rang.

## Géographie

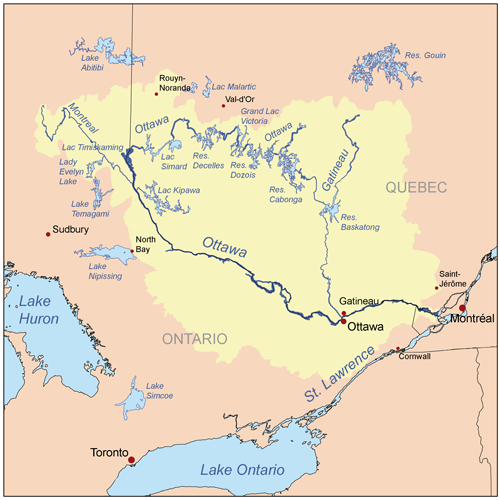
Bassin versant de la rivière des Outaouais

Les bassins versants voisins de la rivière Capitachouane sont :
- côté nord : rivière Chochocouane, rivière Chipilly, rivière Masnières, rivière Vimy, rivière Kebek ;
- côté est : rivière Camachigama ;
- côté sud : lac Camachigama, rivière Camachigama ;
- côté ouest : ruisseau Crooked Stick, rivière Chipilly, rivière Masnières.

Le lac Capitachouane (longueur : 9,2 km ; largeur : 5,0 km ; altitude : 424 m), situé dans le territoire de Senneterre, constitue le lac de tête de la rivière Capitachouane.
L'embouchure de ce lac de tête (côté sud-ouest du lac) se situe à :
- 102,8 km au nord-est de la confluence de la rivière Capitachouane ;
- 32,5 km au nord-est du lac Camachigama ;
- 102,2 km à l'est de Senneterre ;
- 65,3 km au sud d’une baie du réservoir Gouin.

Cours de la rivière
À partir de l'embouchure du lac Capitachouane, la rivière Capitachouane coule généralement vers le sud sur 116,5 km :
Cours supérieur de la rivière (segment de 67,3 km)
- 3,1 km vers le sud-ouest dans le canton de Diaz, en traversant le lac Péronne (altitude : 342 m), jusqu'à son embouchure ;
- 7,0 km vers le sud-ouest, en traversant le lac Moore (altitude : 341 m), jusqu'à limite du canton de Esperey lequel coupe la partie de la baie des Cinq Milles ;
- 3,1 km vers le sud-ouest dans le canton d’Espery en traversant la partie ouest de la baie des Cinq Milles, jusqu'à la limite du canton de Lens qui correspondant approximativement à l’embouchure du lac Moore ;
- 17,7 km vers le sud-ouest dans le canton de Lens, jusqu'à la limite du canton de Vimy ;
- 9,4 km vers l'ouest dans le canton de Vimy, en traversant le lac Vimy (altitude : 346 m), jusqu'à la confluence de la rivière Vimy (venant du nord-est) ;
- 17,4 km (ou km en ligne directe) vers le sud-ouest en serpentant dans le canton de Vimy, jusqu'à la limite du canton de Cambrai ;
- 9,6 km vers le sud-ouest dans le canton de Cambrai, en serpentant jusqu'à la limite de l’ancien comté de Montcalm ;

Cours inférieur de la rivière (segment de 49,2 km)
- 9,7 km vers le sud-ouest dans l’ancien comté de Montcalm, jusqu'à la rivière Masnières (venant du nord-est) ;
- 8,8 km vers le sud-ouest formant cinq grandes boucles et en recueillant les eaux du ruisseau Cacachi, jusqu'à la confluence de la baie de la Traverse (venant du nord-est) ;
- 11,1 km vers le sud, puis vers l’est, jusqu'à la limite du canton de Champrodon ;
- 1,4 km vers le sud-ouest, en traversant le canton de Champrodon, jusqu’à la limite du canton de Foligny ;
- 5,8 km vers le sud-ouest dans le canton de Foligny, jusqu'à la limite du canton de Sagean ;
- 2,7 km vers le sud-ouest dans le canton de Sagean jusqu’à la confluence de la rivière Chipilly (venant du nord) ;
- 5,0 km vers le sud-ouest, jusqu'au ruisseau Loon Nest(venant du nord) ;
- 4,7 km vers le sud-ouest jusqu’à la décharge (venant du nord) du lac Cinderella, puis le sud jusqu'à la confluence de la rivière[2].

La rivière Capitachouane se déverse sur la rive nord-ouest de la rivière Capitachouane laquelle coule vers le sud jusqu’à la rive nord de la rivière des Outaouais. La confluence de la rivière Capitachouane se situe à :
- 18,5 km au nord-est de la route 117 ;
- 92,4 km au sud-est du centre-ville de Senneterre ;
- 257,4 km au nord-ouest du centre-ville de Gatineau ;

## Toponymie
Le toponyme rivière Capitachouane est associé au lac du même nom.
D'origine algonquine, le mot capitachouane signifie long cours d'eau. Ce toponyme est mentionné dans un ouvrage datant de 1925.
Le toponyme rivière Capitachouane a été officialisé le 5 décembre 1968 à la Commission de toponymie du Québec.